# Ljudska univerza Rogaška Slatina
Ljudska univerza Rogaška Slatina je ljudska univerza s sedežem na Celjski cesti 3a (Rogaška Slatina).